# Стратус (албум)
Стратус, први је студијски албум српског прогресив метал бенда Стратус. Албум је мултимедијални јер садржи и видео спот за песму Не тражи.

## Списак песама
1. Ходници сећања
2. Молитва
3. Не тражи
4. После кише
5. Никада
6. Отргнут од сна
7. Заборав
8. Сан (Буђење)

## Музичари
- Ненад Јовановић - вокал
- Дарко Константиновић - гитаре
- Саша Јанковић - гитаре
- Горан Пешић - бас гитаре
- Сале Љубисављевић Љубишко - клавијатуре
- Горан Николић Шоки - cубњеви